# Formiguer esvelt
El formiguer esvelt (Rhopornis ardesiacus) és una espècie d'ocell de la família dels tamnofílids (Thamnophilidae) i única espècie del gènere Rhopornis Richmond, 1902.
Habita els boscos. Conegut únicament a les terres altes de l'est del Brasil.